# Johan Fredrik Björkman
För andra betydelser, se Johan Björkman (olika betydelser).
Johan Fredrik Björkman, född 5 oktober 1807 i Stockholm, död 25 januari 1891 i Björklinge församling, Uppsala län, var en svensk bruksägare och politiker. Han var ägare till Sätuna säteri som han ärvde efter fadern, Bengt Magnus Björkman.

## Biografi
Björkman var riksdagsman för borgarståndet i bergsbrukens andra valdistrikt vid ståndsriksdagarna riksdagen 1856–1858 och riksdagen 1865–1866.